# Piotrówek (powiat legnicki)
Piotrówek (niem. Petersdorf) – wieś w Polsce położona w województwie dolnośląskim, w powiecie legnickim, w gminie Kunice.

## Podział administracyjny
W latach 1975–1998 miejscowość należała administracyjnie do województwa legnickiego.

## Demografia
Według Narodowego Spisu Powszechnego (III 2011 r.) Piotrówek liczył 135 mieszkańców. Jest najmniejszą miejscowością gminy Kunice.